# کریس برنارد
کریس برنارد (انگلیسی: Chris Bernard؛ زادهٔ ۲۰ اکتبر ۱۹۵۵) یک کارگردان فیلم اهل انگلستان است. وی بین سال‌های ۱۹۸۵ تا ۲۰۰۳ میلادی فعالیت می‌کرد و هشت فیلم کارگردان نمود.